# Zisa
Zisa – zamek w zachodniej części Palermo na Sycylii, w południowych Włoszech. Jest wpisany na Listę światowego dziedzictwa UNESCO jako część wpisu arabsko-normanskie Palermo oraz Katedry w Cefalu i Monreale.
Budowę rozpoczęli w XII wieku arabscy rzemieślnicy króla Wilhelma I Sycylii, a ukończył jego syn Wilhelm II. Budynek powstał jako letnia rezydencja dla królów normańskich, jako część dużego ośrodka polowań znanego jako Genoardo (arab. Jannat al-arḍ, dosłownie „Raj na ziemi”), który obejmował również Cubę Sottanę, Cubę Sopranę i pałac Uscibene.
Zisa jest wyraźnie inspirowana architekturą mauretańską. Sama nazwa Zisa wywodzi się od arabskiego terminu al-Azīz, co znaczy „drogi” lub „wspaniały”. To samo słowo jest wyryte na wejściu do budynku, zgodnie ze zwyczajami islamskiego budownictwa tamtych czasów. 

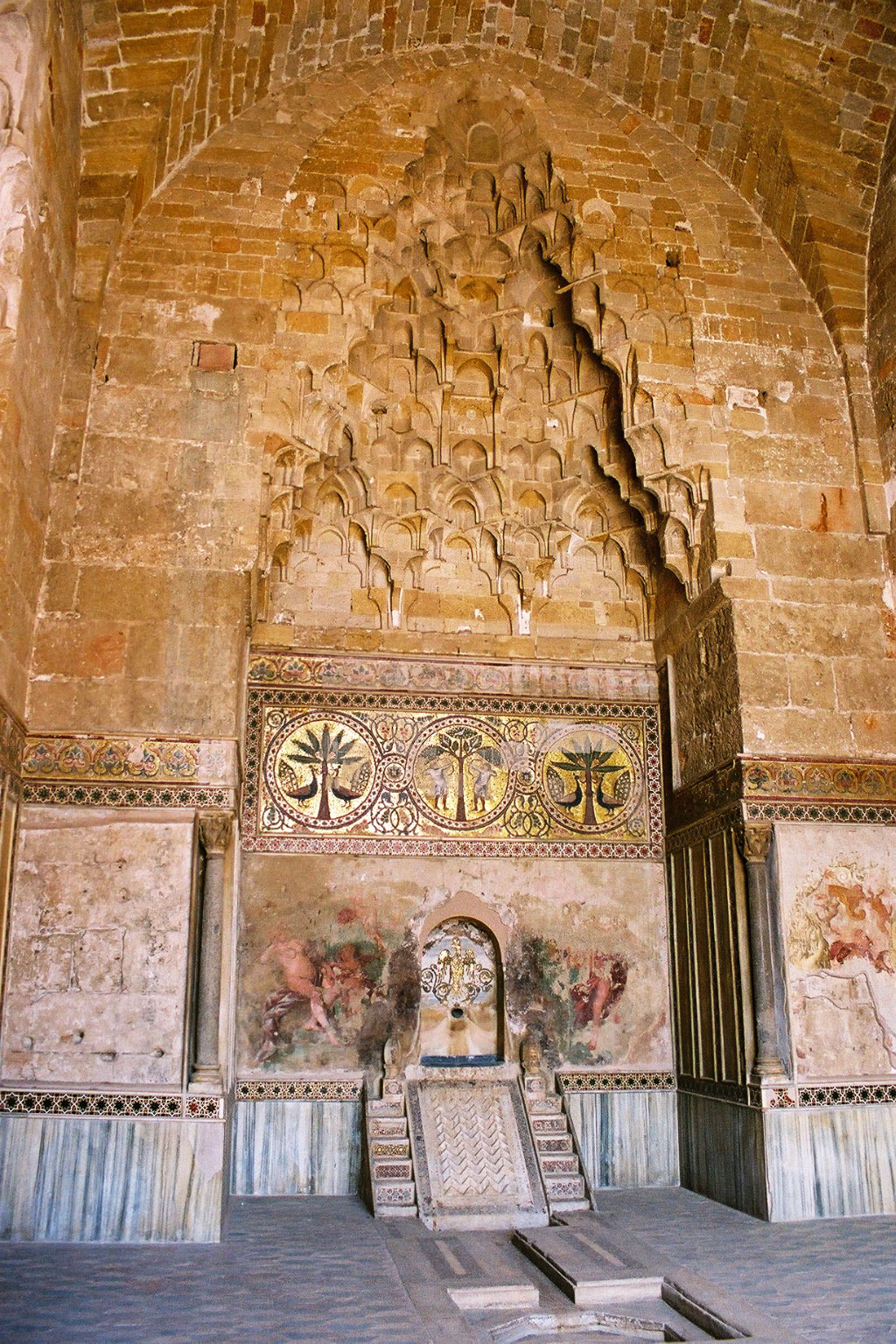
Nisza z fontanną w holu głównym.

W XIV wieku dodano merlony częściowo niszcząc arabski napis (w alfabecie kufickim), który zdobił górną część budowli. Bardziej znaczące modyfikacje wprowadzono w XVII wieku, kiedy Zisa, w tym czasie bardzo zniszczona, została kupiona przez Giovanniego di Sandoval e Platamone, markiza S. Giovanni la Mendola, księcia Castelreale, władcę Mezzagrany i Zisy. Marmurowy herb tego ostatniego z dwoma lwami można zobaczyć nad wejściem. Kilka pomieszczeń we wnętrzu zostało zmodyfikowanych, a inne zostały dodane na suficie, zbudowano wielkie schody oraz nowe okna zewnętrzne.
Od 1808 r. Do lat 50. XX wieku budynek był wykorzystywany jako rezydencja książąt Notarbartolo di Sciara. Nabyta przez władze Sycylii i odrestaurowana w latach 70. i 80. (część północna rozpadła się w 1971 r. i została przebudowana według oryginalnych linii), dzisiaj Zisa jest otwarta dla turystów. W niektórych pokojach znajdują się dzieła sztuki islamskiej, narzędzia i artefakty z obszaru Morza Śródziemnego. Najbardziej znanym pomieszczeniem jest centralna sala z mozaikową dekoracją; kiedyś miała też fontannę, z której woda spływała na zewnątrz. 3 lipca 2015 r. Został wpisany na Listę Światowego Dziedzictwa UNESCO.